# Рунданы
Рундены или Рунданы(латг. Rundāni, латыш. Rundēni) — посёлок в Рунденской волости Лудзенского края, волостной центр. В посёлке сходятся шесть дорог из населённых пунктов Зирги, Кауната, Ляудери, Вецслабада, Райполе и Сапожники. Расстояние до города Лудза составляет около 41 км. По данным на 2017 год, в населённом пункте проживало 224 человека.

## История
Своё название Рундены получили от латгальских слов «ручей» и «теплая вода». В XVII веке принадлежало (владение) Кублицким. XVIII веке принадлежало Йодкам, от которых в начале XIX века его получил Анджей Шахно.
В 1933 году Рундены получили статус посёлка, в 1935 году построены 38 жилых домов.
В советское время населённый пункт был центром Рунденского сельсовета Лудзенского района. В селе располагалась центральная усадьба совхоза «Рундены».
| Население | 1935 год | 1940 год | 1989 год | 2000 год | 2007 год | 2009 год |
| --------- | -------- | -------- | -------- | -------- | -------- | -------- |
| человек   | 288      | ~4000    | 445      | 401      | ~500     | 271      |

## Хозяйственная деятельность
- В центре Рундан находятся Рунденская школа (не работает с 2007 года), дошкольное учебное заведение, амбулатория, библиотека (есть доступ в Интернет), народный дом, почтовое отделение, два продуктовых магазина. Есть автобусная остановка «Rundēni». На общественном транспорте — автобусе можно доехать до населённых пунктов: Лудза, Зирги, Пакалны, Ковалишки, Борисово, Бродайжа, Гаево, Пилда, Нюкши, Листаки, Мартиши, Конецполе, Лазари, Вецслабада, Соболино, Шакури, Ляудери, Скредели, Плоски, Зилупе, Бриги, Пикава, Скрини, Бобиши, Исталсна, Межавепри, Дзинигали, Вёртулово, Сейли, Райполе, Нирза, Хорошево, Горбы, Пилдагречи[6].

## Достопримечательности

### Гора Крестов
- В центре Рундан находится местная достопримечательность — гора Крестов. В 2000 году житель Рундан подвижник Янис Алнис (известный латвийский конструктор-ракетчик, преподаватель Рижского политехнического института) расчистил от мусора местную горку, на которой в стародавние времена стоял костёл, построенный ещё монахами-доминиканцами. В период до 2007 года стараниями Яниса Алниса на горе Крестов установлены кресты различных форм и вероисповеданий, стелы с руническими надписями, огромный валун, на котором сама природа изобразила крест, посажено много цветов и растений. Главенствует на горе крест, сделанный из 700-летнего дуба. На вершине появилась часовня, в которой вместо колокола — деталь от тракторного прицепа[7].

### Рунденская Римская католическая церковь вознесения Креста Господния
- Костёл находится в центре Рундан, напротив автобусной остановки. У костёла нет башен, вокруг железная ограда на каменном основании, есть отдельно стоящая небольшая колокольня с двумя колоколами. Построен около 1820 года[8] местным помещиком Андреем Шахно. В костёле имеется склеп, в котором погребена семья помещика Виктора Шахно — потомка Андрея Шахно. Сам Виктор Шахно эмигрировал во время Второй мировой войны за границу. До 1946 года склеп был доступен для посетителей, однако впоследствии был замурован, чтобы не допустить разграбления.

### Поместье Рундену / Рунденская школа / Музей
- Здание Рунденской школы находится на территории поместья, владельцем которого был польский помещик Виктор Шахно. От некогда богатого и красивого поместья Рундену сейчас остался лишь парк. В своём поместье он посадил две аллеи — с одной стороны имелась липовая аллея, с другой — еловая. Липовая аллея сохранилась до сих пор. Но к сожалению из-за своего высокого роста липы притягивают разряды молнии и погибают. Еловая аллея была вырублена во время Второй мировой войны для строительных нужд. В данное время на территории поместья расположен школьный комплекс. В 1938 году началось строительство нового здания Рунденской средней школы. Строительство возглавил Артур Буртниекс, будущий директор школы. Школа строилась вручную. Гравий и песок носили на второй и третий этажи. Техники не было. В 1939 году открылось огромное, просторное здание школы. Школа стала двухпоточной. Сейчас здание Рунденской школы пустует — в 2007 году был последний учебный выпуск.

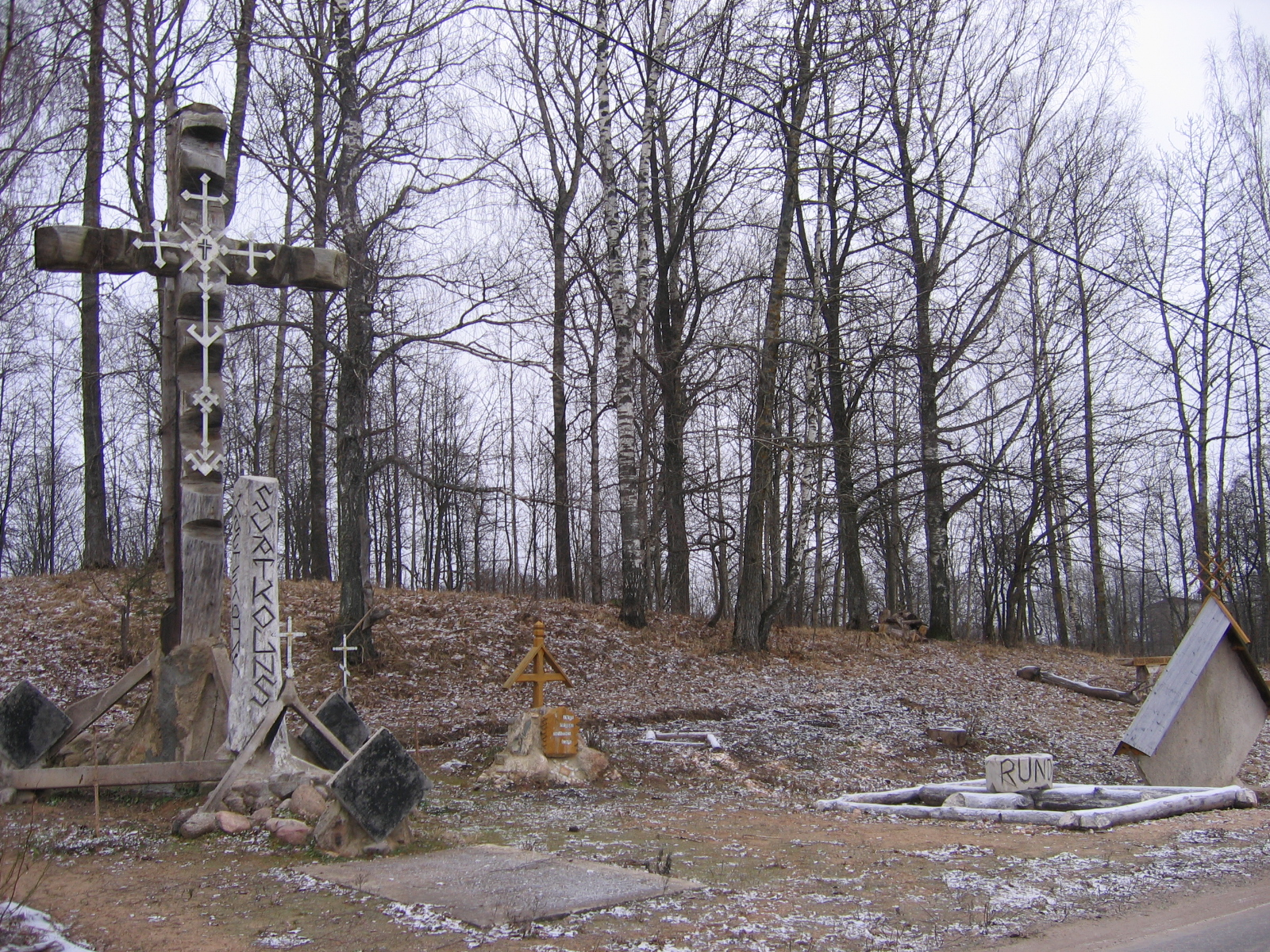
Гора Крестов, Рундены
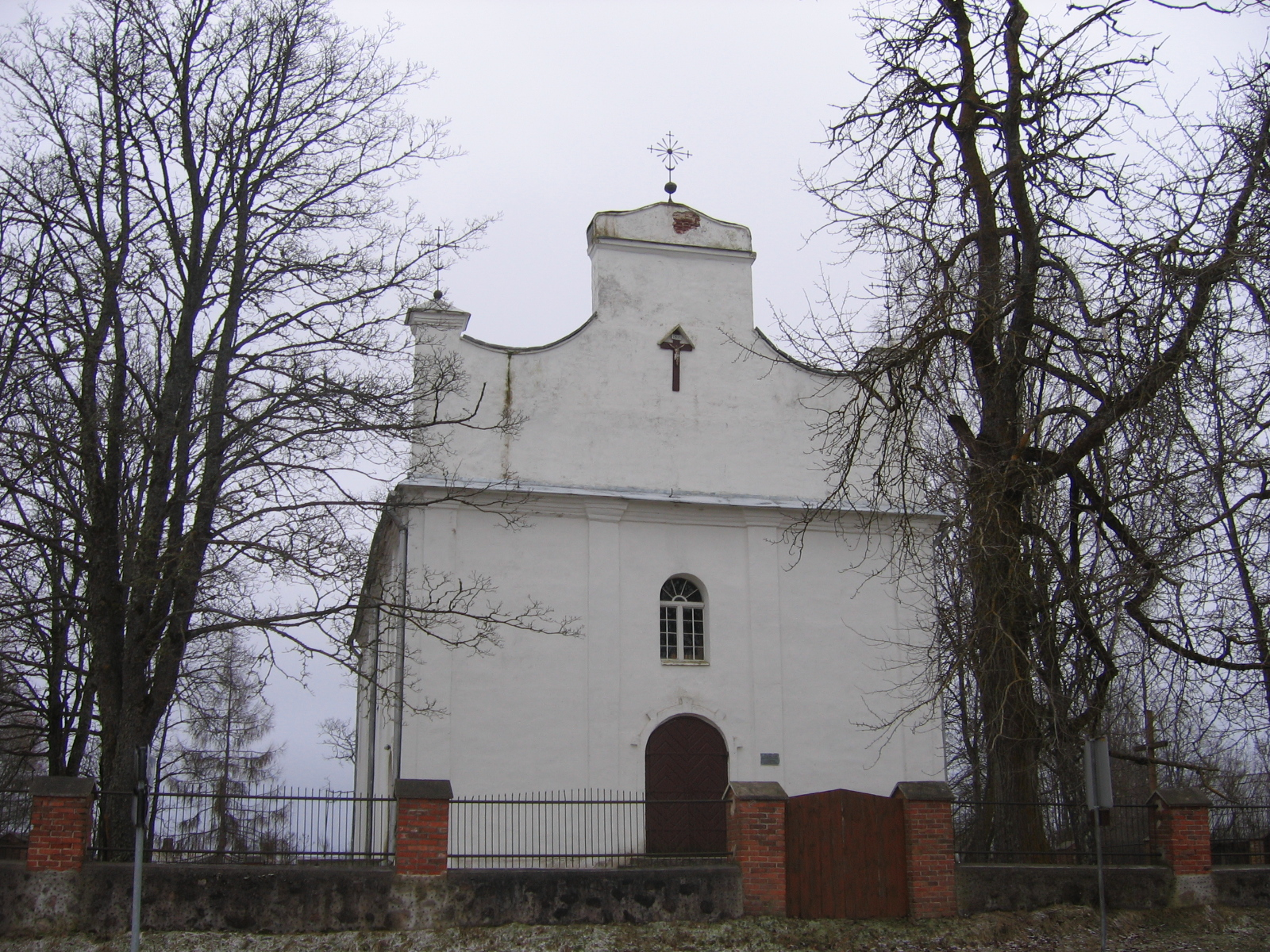
Рунденская Римская католическая церковь
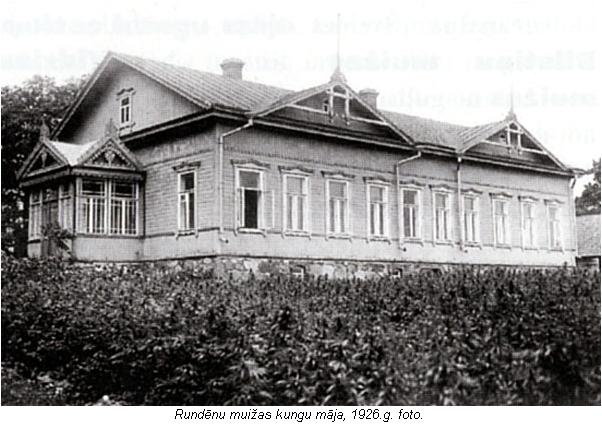
Поместье Рундену